# Orientobdella japonica
Orientobdella japonica is een ringworm uit de familie van de Piscicolidae. De wetenschappelijke naam van de soort is voor het eerst geldig gepubliceerd in 1939 door Vasiliev.